# نادیا شوشکو
نادیا شوشکو (انگلیسی: Nadzeya Shushko؛ زاده ۲۸ مارس ۱۹۹۰) کشتی‌گیر زن اهل بلاروس است.